# بوئینگ ۷۶۷
بوئینگ ۷۶۷ (Boeing 767) یک مدل هواپیمای مسافربری پهن‌پیکر دوموتوره است که توسط شرکت بوئینگ ایالات متحده توسعه‌یافته و ساخته می‌شود. ۷۶۷ هم‌زمان با گونه کوچکترش بوئینگ ۷۵۷ به بازار فروش ارائه شد. تولید مدل مسافربری در سال ۲۰۱۶ متوقف شد اما مدل باری آن همچنان در خط تولید است.

## دربارهٔ ۷۶۷

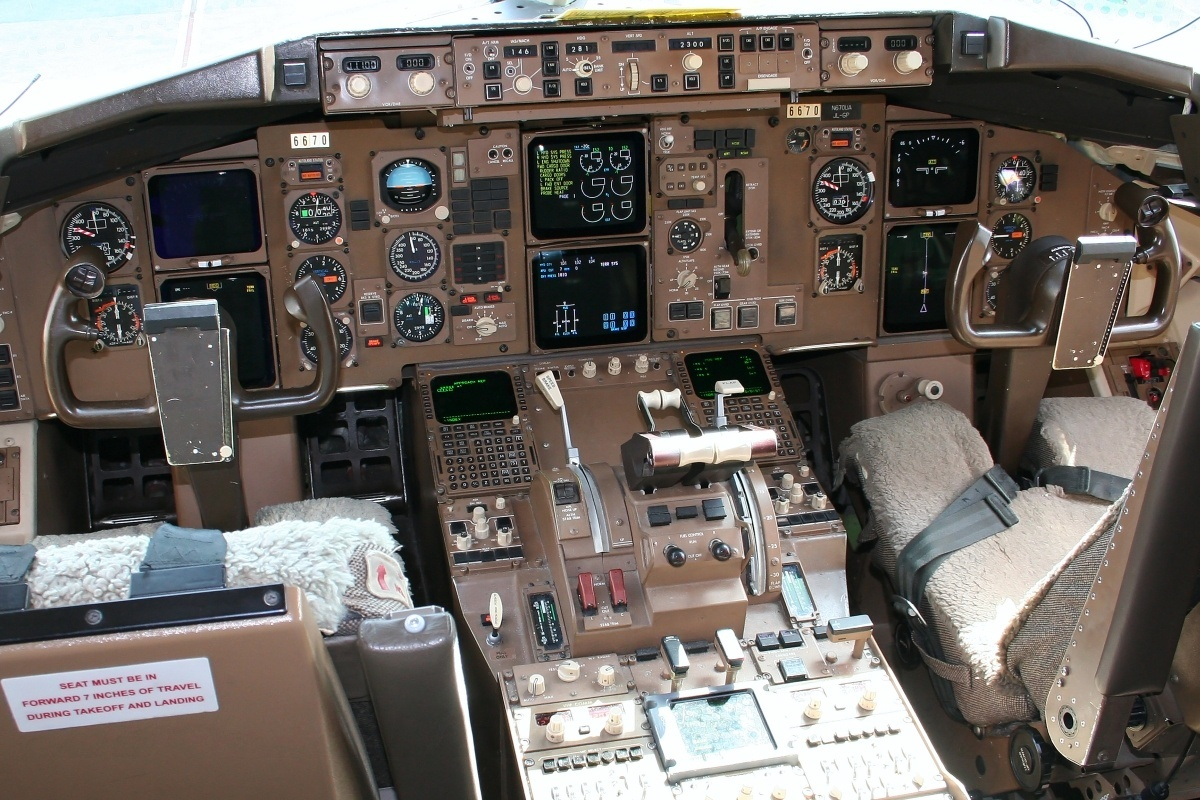
کاکپیت سری ۲۰۰ و ۳۰۰ که مشابه کابین خلبان بوئینگ ۷۵۷ است

بوئینگ ۷۶۷ یک هواپیمای پهن‌پیکر تجاری است. این هواپیما به تأمین آسایش مسافران در هنگام سوار و پیاده شدن شهرت دارد. همچنین راهروهای عریض ۷۶۷ امکان یک پذیرایی مناسب را به مهمانداران می‌دهند. کابین خلبان ۷۶۷ کاملاً شبیه بوئینگ ۷۵۷ است، به همین دلیل خلبان‌هایی که تجربه پرواز با یکی از این دو هواپیما را دارند، می‌توانند پس از یک دوره آموزش کوتاه مدت با دیگری نیز پرواز کنند.
سال‌های پایانی دهه ۱۹۸۰ را باید دوره طلایی ۷۶۷ دانست. در آن سال‌ها اقبال شرکت‌های‌هوایی به ۷۶۷ افزایش چشمگیری یافته بود. البته در سال‌های اخیر فروش این هواپیما با کاهش قابل توجهی مواجه شده و رقبای آن نظیر ایرباس ای۳۳۰ و ۳۴۰ گوی سبقت را از آن ربوده‌اند.

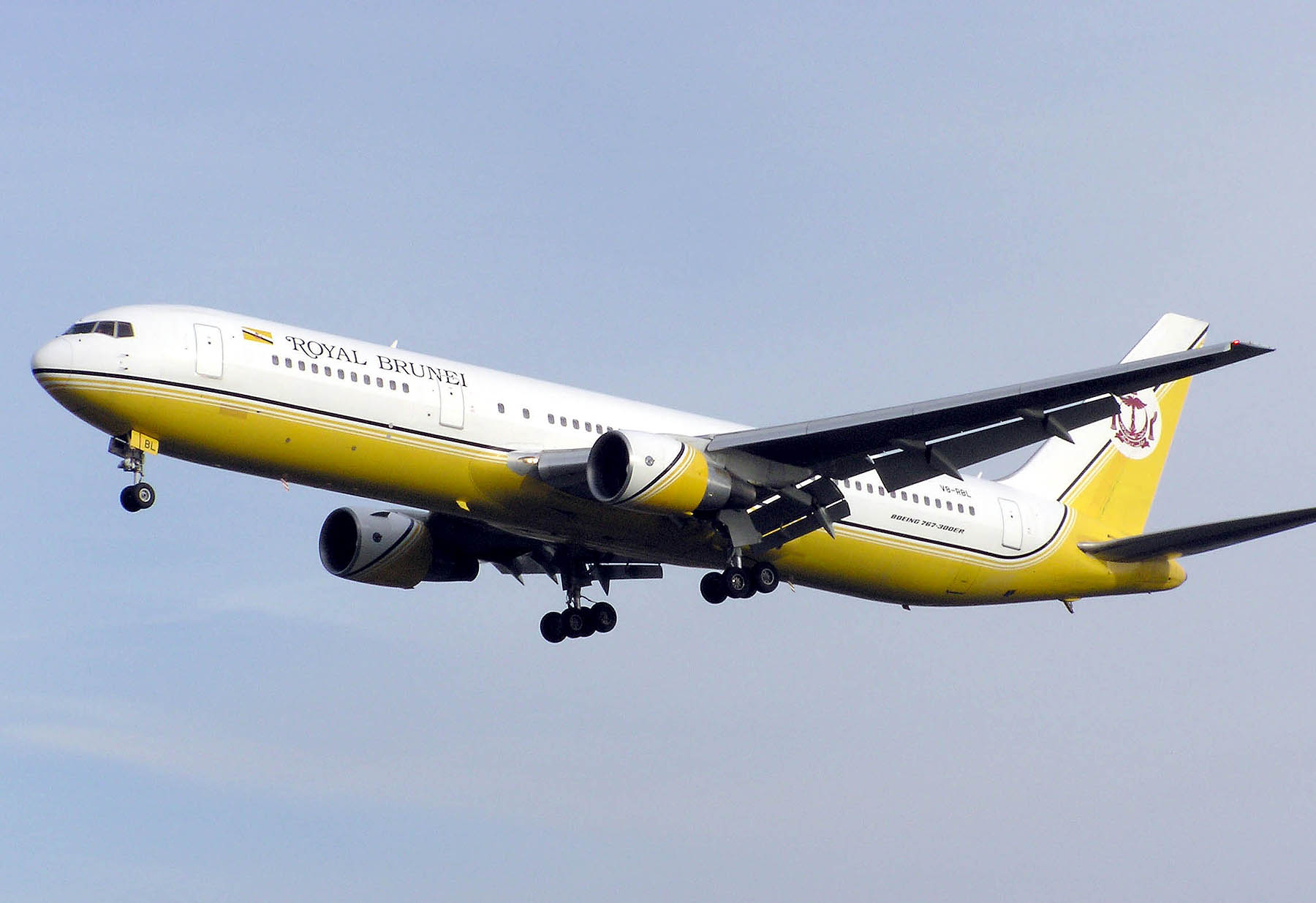
بوئینگ ۷۶۷–۳۰۰ای آر رویال برونئی ایرلاینز

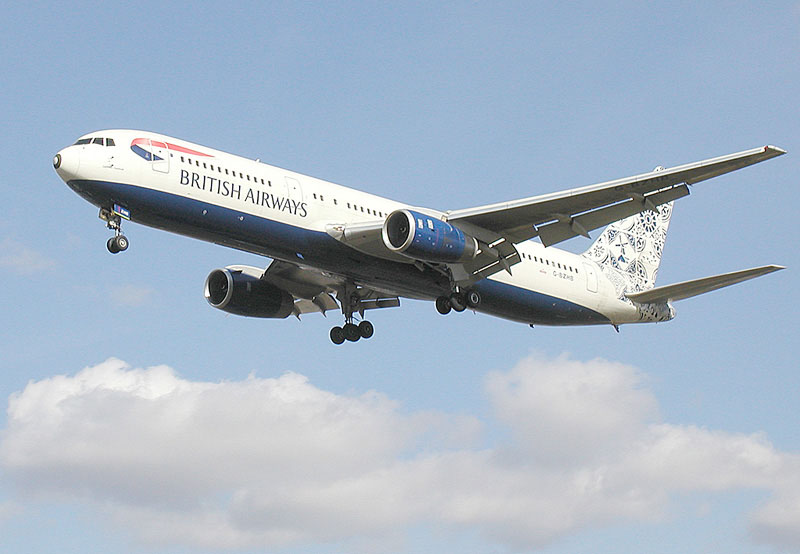
بوئینگ ۷۶۷–۳۰۰ بریتیش ایرویز

## انواع ۷۶۷

### ۷۶۷–۲۰۰
نخستین بوئینگ ۷۶۷ای که ساخته شد. در سال ۱۹۷۸ معرفی شد و در سال ۱۹۸۲ با ورود به ناوگان شرکت یونایتد ایرلاینز کار خود را آغاز نمود. این گونه از بوئینگ ۷۶۷ در خطوط هوایی درون قاره‌ای نظیر نیویورک - لس آنجلس به کار گرفته شد. ۷۶۷–۲۰۰ با چیدمان در سه کلاس ظرفیت حمل ۱۸۱ مسافر و در یک کلاس ۲۵۵ نفر را دارد. این نوع در سال ۱۹۹۴ از خط تولید بوئینگ خارج شد. (از این نوع کلاً ۱۲۸ فروند ساخته شد)

### ۷۶۷–۲۰۰ ای‌آر
تنها تفاوت آن با نوع قبلی توانایی بیشترش در انجام پروازهای طولانی است. نخستین فروند از آن در سال ۱۹۸۴ به شرکت هواپیمایی ال عال اسرائیل تحویل داده شد. این هواپیما نخستین ۷۶۷ای بود که بر فراز اقیانوس اطلس به پرواز درآمد و بارها رکورد طولانی‌ترین پرواز با هواپیماهای دوموتوره را شکست. (از این نوع کلاً ۱۱۸ فروند ساخته شده و سه فروند در دست ساخت است)

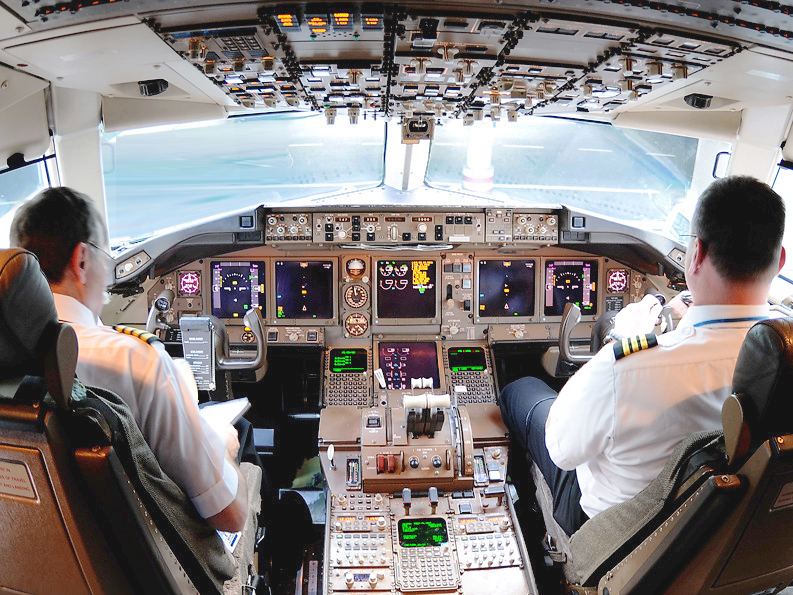
کابین خلبان بوئینگ۴۰۰–۷۶۷ که مشابه کابین خلبان بوئینگ۲۰۰–۷۷۷ است.

### ۷۶۷–۳۰۰
مهم‌ترین تفاوت آن با ۷۶۷–۲۰۰ طول بیشترش است (حدود ۲۱ فوت). در سال ۱۹۸۳ مخصوص شرکت هواپیمایی جال ژاپن طراحی شد و نخستین فروند از آن در سال ۱۹۸۶ برای این شرکت به پرواز درآمد. قرار است به زودی از خط تولید بوئینگ خارج شود و هواپیمای بوئینگ ۷۸۷–۳ جایگزین آن گردد. (۱۰۴ فروند از این نوع ساخته شده‌است)

### ۷۶۷–۳۰۰ ای‌آر
تنها تفاوت آن با نوع ۳۰۰ قابلیتش در انجام پروازهای طولانی است. نخستین فروند از آن در سال ۱۹۸۶ به پرواز درآمد اما تا سال ۱۹۸۷ با استقبال سرد شرکت‌های هواپیمایی رو برو شد، در این سال شرکت امریکن ایرلاینز چند فروند از آن را سفارش داد. در سال ۱۹۹۵ شرکت تایوانی اوا ایر نخستین پرواز یک ۷۶۷ بر فراز اقیانوس آرام را با یک فروند از این نوع انجام داد. بنا بر اعلام بوئینگ هواپیمای بوئینگ ۷۸۷–۸ جایگزین آن خواهد شد. (تاکنون ۵۲۸ فروند از آن ساخته شده‌است)

### ۷۶۷–۳۰۰ اف
نوع باری ۷۶۷–۳۰۰ای آر است که در سال ۱۹۹۳ به سفارش یونایتد پارسل سرویس طراحی و در سال ۱۹۹۵ به آن تحویل شد. با توجه به عرض کمترش نسبت به پهن پیکرهایی نظیر ایرباس ای۳۰۰ قادر به حمل پالت‌های بار معمولی نیست و باید از پالت‌های مخصوص خود استفاده نماید. (از این نوع ۷۶۷ کلاً ۵۰ فروند ساخته شد)

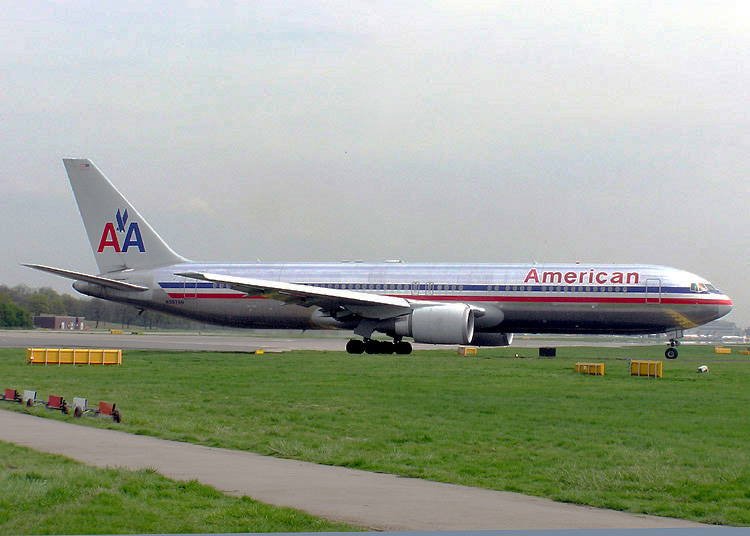
بوئینگ ۷۶۷–۳۰۰ آمریکن ایرلاینز در فرودگاه گت ویک لندن

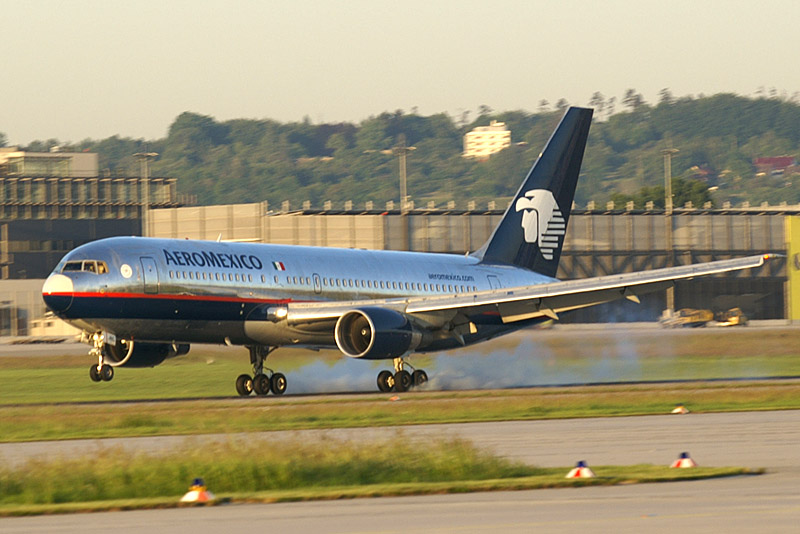
بوئینگ ۷۶۷–۲۰۰ آئرومکزیکو

### ۷۶۷–۴۰۰ ای آر
جدیدترین و البته آخرین نسل هواپیمای ۷۶۷ است. مهم‌ترین فرقش با نوع ۳۰۰ طول بیشترش است. (در حدود ۱/۲۱ فوت) در سال ۱۹۹۷ مخصوص دو شرکت هواپیمایی دلتا ایرلاینز و کنتیننتال ایرلاینز طراحی شد و نخستین فروند از آن در سال ۲۰۰۰ واگذار شد. ۴۰۰ ای آر تنها ۷۶۷ای است که به بالچه‌هایی روی بال اصلیش مجهز شده، این موضوع مصرف سوخت هواپیما را تا حدودی کاهش داده‌است. قرار است به زودی تولید آن متوقف شده و بوئینگ ۷۸۷–۹ جایگزین آن گردد. (تا پایان سپتامبر ۲۰۰۶، ۳۸ فروند از آن ساخته شده‌است)

### ۷۶۷–۴۰۰ ال آر
به آن ۷۶۷–۴۰۰ای آر ایکس نیز گفته می‌شود. قرار بود مخصوص شرکت هواپیمایی کنیا ایرویز طراحی و ساخته شود. بوئینگ قصد داشت آن را به موتورهای طراحی شده برای پروژه بوئینگ ۷۴۷ ایکس یعنی «Engine Alliance GP7172» و «Rolls-Royce plc Trent 600» مجهز کند. پس از اینکه شرکت کنیایی انصراف خود از خرید این نوع را اعلام کرد، بوئینگ نیز پروژه ۴۰۰ ال آر را به بایگانی سپرد. (شرکت کنیایی به جای آن تعدادی بوئینگ ۷۷۷–۲۰۰ ای آر خریداری نمود)
گونه‌های دیگری از ۷۶۷ نیز برای کاربردهای نظامی و شخصی ساخته یا بازسازِی شده‌اند.

## ویژگی‌های۷۶۷
| اندازه‌ها            | ۷۶۷–۲۰۰ | ۷۶۷–۲۰۰ای آر | ۷۶۷–۳۰۰ | ۷۶۷–۳۰۰ای آر | ۷۶۷–۳۰۰ اف | ۷۶۷–۴۰۰ای آر |
| ------------------- | --- | --- | --- | --- | --- | --- |
| طول                 | ۵/۴۸ متر (۱۵۹ فوت و ۲ اینچ) | ۵/۴۸ متر (۱۵۹ فوت و ۲ اینچ) | ۹/۵۴ متر (۱۸۰ فوت و ۳ اینچ) | ۹/۵۴ متر (۱۸۰ فوت و ۳ اینچ) | ۹/۵۴ متر (۱۸۰ فوت و ۳ اینچ) | ۴/۶۱ متر (۲۰۱ فوت و ۴ اینچ) |
| فاصله انتهای دو بال | ۶/۴۷ متر (۱۵۶ فوت و ۱ اینچ) | ۶/۴۷ متر (۱۵۶ فوت و ۱ اینچ) | ۶/۴۷ متر (۱۵۶ فوت و ۱ اینچ) | ۶/۴۷ متر (۱۵۶ فوت و ۱ اینچ) | ۶/۴۷ متر (۱۵۶ فوت و ۱ اینچ) | ۹/۵۱ متر (۱۷۰ فوت و ۴ اینچ) |
| ظرفیت               | ۱۸۱ تا ۲۵۵ نفر | ۱۸۱ تا ۲۵۵ نفر | ۲۱۸ تا ۳۵۱ نفر | ۲۱۸ تا ۳۵۱ نفر | ۰ | ۲۴۵ تا ۳۷۵ نفر |
| ظرفیت حمل بار       | ۴/۸۱ مترمکعب (۲۸۷۵ فوت مکعب) ۲۲ LD2s | ۴/۸۱ مترمکعب (۲۸۷۵ فوت مکعب) ۲۲ LD2s | ۸/۱۰۶ مترمکعب (۳۷۷۰ فوت مکعب) ۳۰ LD2s | ۸/۱۰۶ مترمکعب (۳۷۷۰ فوت مکعب) ۳۰ LD2s | ۴۵۴ مترمکعب (فوت مکعب) ۳۰ LD2s + ۲۴ پالت | ۶/۱۲۹ مترمکعب (۴۵۸۰ فوت مکعب) ۳۸ LD2s |
| برد                 | ۹۴۰۰ کیلومتر (۵۲۰۰ مایل دریایی) بین قارهای | ۱۲۲۰۰ کیلومتر (۶۶۰۰ مایل دریایی) بر اقیانوس آرام | ۹۷۰۰ کیلومتر (۵۲۳۰ مایل دریایی) بین قارهای | ۱۱۳۰۵ کیلومتر (۶۱۰۵ مایل دریایی) بر اقیانوس آرام | ۶۰۵۰ کیلومتر (۳۲۷۰ مایل دریایی) بین قارهای | ۱۰۴۵۰ کیلومتر (۵۶۵۰ مایل دریایی) بر اقیانوس اطلس |
| سرعت بهینه          | ماخ ۸/۰ (۸۷۰ کیلومتر در ساعت، ۵۴۰ مایل در ساعت) | ماخ ۸/۰ (۸۷۰ کیلومتر در ساعت، ۵۴۰ مایل در ساعت) | ماخ ۸/۰ (۸۷۰ کیلومتر در ساعت، ۵۴۰ مایل در ساعت) | ماخ ۸/۰ (۸۷۰ کیلومتر در ساعت، ۵۴۰ مایل در ساعت) | ماخ ۸/۰ (۸۷۰ کیلومتر در ساعت، ۵۴۰ مایل در ساعت) | ماخ ۸/۰ (۸۷۰ کیلومتر در ساعت، ۵۴۰ مایل در ساعت) |
| موتورها             | گونه‌های قدیمی ۲۰۰ و ۳۰۰ از دو موتور «جنرال الکتریک سی‌اف۶» و سایر گونه‌ها از دو موتور «جنرال الکتریک سی‌اف۶» (هرکدام با رانش ۶۵۰۰۰ پوند-نیرو یا ۲۸۹ کیلونیوتن) یا دو موتور «PRATT & WHITENEY PW۴۰۶۲» (هرکدام با رانش ۶۳۰۰۰ پوند-نیرو یا ۲۸۰ کیلونیوتن) استفاده می‌کنند. تعداد کمی نیز از دو موتور «رولز-رویس آربی۲۱۱» (هرکدام با رانش ۶۰۰۰ پوند-نیرو یا ۲۶۷ کیلونیوتن) | گونه‌های قدیمی ۲۰۰ و ۳۰۰ از دو موتور «جنرال الکتریک سی‌اف۶» و سایر گونه‌ها از دو موتور «جنرال الکتریک سی‌اف۶» (هرکدام با رانش ۶۵۰۰۰ پوند-نیرو یا ۲۸۹ کیلونیوتن) یا دو موتور «PRATT & WHITENEY PW۴۰۶۲» (هرکدام با رانش ۶۳۰۰۰ پوند-نیرو یا ۲۸۰ کیلونیوتن) استفاده می‌کنند. تعداد کمی نیز از دو موتور «رولز-رویس آربی۲۱۱» (هرکدام با رانش ۶۰۰۰ پوند-نیرو یا ۲۶۷ کیلونیوتن) | گونه‌های قدیمی ۲۰۰ و ۳۰۰ از دو موتور «جنرال الکتریک سی‌اف۶» و سایر گونه‌ها از دو موتور «جنرال الکتریک سی‌اف۶» (هرکدام با رانش ۶۵۰۰۰ پوند-نیرو یا ۲۸۹ کیلونیوتن) یا دو موتور «PRATT & WHITENEY PW۴۰۶۲» (هرکدام با رانش ۶۳۰۰۰ پوند-نیرو یا ۲۸۰ کیلونیوتن) استفاده می‌کنند. تعداد کمی نیز از دو موتور «رولز-رویس آربی۲۱۱» (هرکدام با رانش ۶۰۰۰ پوند-نیرو یا ۲۶۷ کیلونیوتن) | گونه‌های قدیمی ۲۰۰ و ۳۰۰ از دو موتور «جنرال الکتریک سی‌اف۶» و سایر گونه‌ها از دو موتور «جنرال الکتریک سی‌اف۶» (هرکدام با رانش ۶۵۰۰۰ پوند-نیرو یا ۲۸۹ کیلونیوتن) یا دو موتور «PRATT & WHITENEY PW۴۰۶۲» (هرکدام با رانش ۶۳۰۰۰ پوند-نیرو یا ۲۸۰ کیلونیوتن) استفاده می‌کنند. تعداد کمی نیز از دو موتور «رولز-رویس آربی۲۱۱» (هرکدام با رانش ۶۰۰۰ پوند-نیرو یا ۲۶۷ کیلونیوتن) | گونه‌های قدیمی ۲۰۰ و ۳۰۰ از دو موتور «جنرال الکتریک سی‌اف۶» و سایر گونه‌ها از دو موتور «جنرال الکتریک سی‌اف۶» (هرکدام با رانش ۶۵۰۰۰ پوند-نیرو یا ۲۸۹ کیلونیوتن) یا دو موتور «PRATT & WHITENEY PW۴۰۶۲» (هرکدام با رانش ۶۳۰۰۰ پوند-نیرو یا ۲۸۰ کیلونیوتن) استفاده می‌کنند. تعداد کمی نیز از دو موتور «رولز-رویس آربی۲۱۱» (هرکدام با رانش ۶۰۰۰ پوند-نیرو یا ۲۶۷ کیلونیوتن) | گونه‌های قدیمی ۲۰۰ و ۳۰۰ از دو موتور «جنرال الکتریک سی‌اف۶» و سایر گونه‌ها از دو موتور «جنرال الکتریک سی‌اف۶» (هرکدام با رانش ۶۵۰۰۰ پوند-نیرو یا ۲۸۹ کیلونیوتن) یا دو موتور «PRATT & WHITENEY PW۴۰۶۲» (هرکدام با رانش ۶۳۰۰۰ پوند-نیرو یا ۲۸۰ کیلونیوتن) استفاده می‌کنند. تعداد کمی نیز از دو موتور «رولز-رویس آربی۲۱۱» (هرکدام با رانش ۶۰۰۰ پوند-نیرو یا ۲۶۷ کیلونیوتن) |

## حوادث و وقایع
(تا سال ۲۰۰۵ میلادی)
دو فروند بوئینگ ۷۶۷ در حوادث ۱۱ سپتامبر ۲۰۰۱ شرکت داشتند. هر دو هواپیمایی که به برج‌های تجارت جهانی نیویورک برخورد نمودند از نوع ۷۶۷ بودند، نخست یک ۷۶۷–۲۲۳ ای آر آمریکن ایرلاینز (پرواز شماره ۱۱ که ۹۲ سرنشین داشت) که به برج شمالی برخورد کرد و دوم یک ۷۶۷–۲۲۲ یونایتد ایرلاینز (پرواز شماره ۱۷۵ که ۶۵ سرنشین داشت) که به برج جنوبی برخورد نمود. (این دو هواپیما باعث مرگ ۲۶۰۲ نفر از ساکنان برج و… نیز شدند)

### آماری کلی از حوادث
- سقوط: شش مورد با ۵۶۸ قربانی
- سایر حوادث: دو مورد بدون قربانی
- هواپیماربایی: پنج مورد با ۲۸۲ قربانی

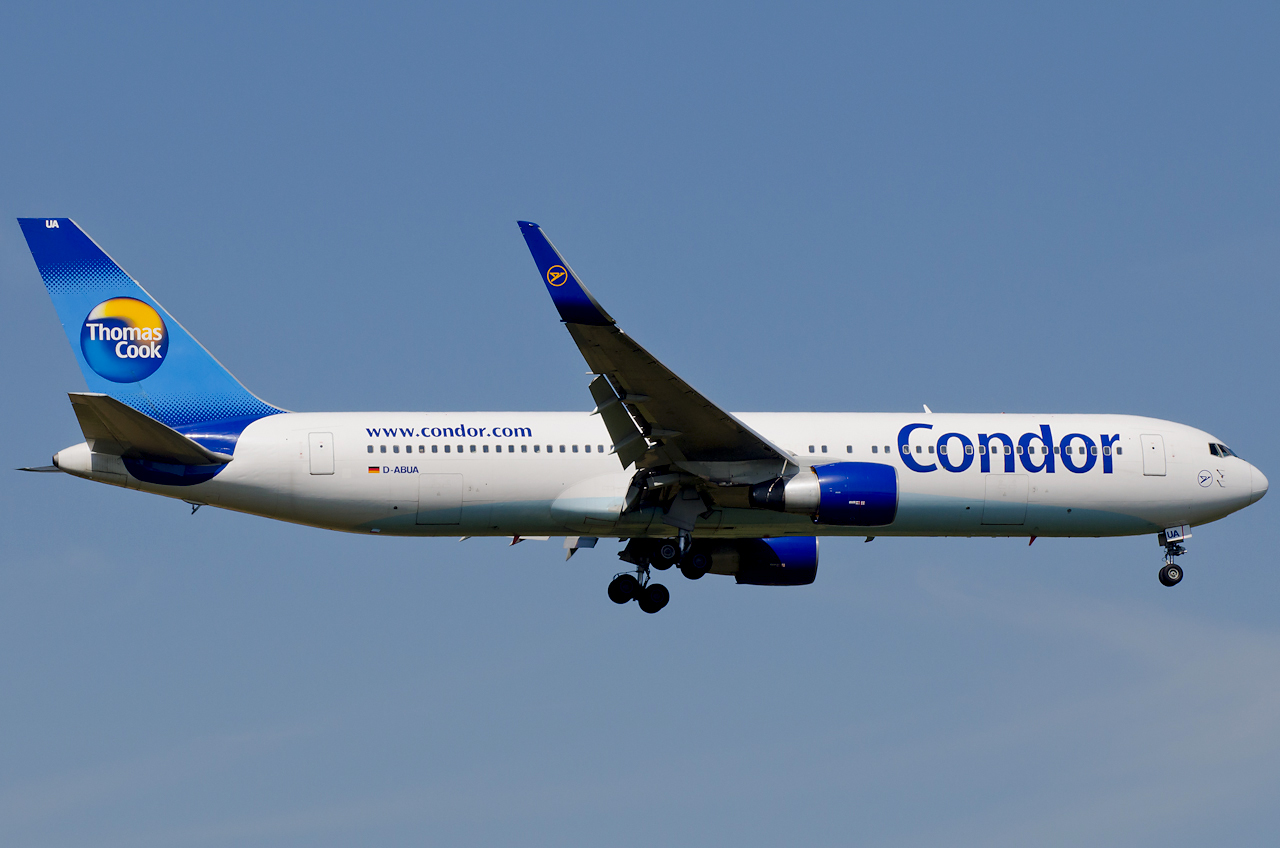
بوئینگ ۷۶۷–۲۰۰ ای آر ال عال

### حوادث مهم
- پرواز ۹۶۱ هواپیمایی اتیوپی: در ۲۳ نوامبر سال ۱۹۹۶ ربوده شد. پس از تمام شدن سوخت آن، خلبان پرواز، مجبور شد هواپیما را بر آب‌های اقیانوس هند در نزدیکی کومور فرود آورد. در اثر این حادثه ۱۲۳ نفر از ۱۷۵ سرنشین هواپیما جان باختند.
- پرواز ۱۴۳ ایرکانادا: در ۲۳ ژوئیه ۱۹۸۳ در طول پرواز با مشکل کمبود سوخت مواجه شد، اما خلبان آن با استفاده از توربین هوای رم ۷۶۷ سامانه‌های کنترل را راه‌اندازی نمود و موفق شد آن را با موتورهایی خاموش فرود آورد. این حادثه هیچ تلفاتی بر جای نگذاشت. هواپیمای مذکور (C-GAUN) بعد از این حادثه دوباره به آسمان برگشت و نهایتاً در سال ۲۰۰۸ بازنشسته شد.

### هواپیمای دولت چین
دولت چین در سال ۲۰۰۰ میلادی یک فروند هواپیمای بوئینگ ۷۶۷–۳۰۰ ای آر دست دوم را از شرکت هواپیمایی دلتا خریداری نمود تا آن را به هواپیمای اختصاصی جیانگ زمین (رئیس‌جمهور سابق چین) تبدیل کند. این هواپیما به سن آنتونیو در تگزاس آمریکا منتقل شد تا پس از اعمال تغییرات لازم در چیدمان داخلی‌اش به دولت چین تحویل گردد.
در پاییز سال ۲۰۰۱ چین اعلام کرد ۲۷ دستگاه شنود را در نقاط مختلف این هواپیما کشف کرده‌است. چینی‌ها سازمان اطلاعات مرکزی (سیا) را مسئول این کار معرفی نموده و از بازداشت ۲۲ نظامی و کارمند دولتی چینی به اتهام کوتاهی در این زمینه خبر دادند. اما سیا و جرج دابلیو. بوش، رئیس‌جمهور وقت آمریکا دست داشتن در این جریان را رد کردند و از کارگذاری این وسیله‌های جاسوسی اظهار بی‌اطلاعی نمودند.
با این‌که در آن زمان کارشناسان عقیده داشتند حادثه مذکور تأثیر عمیقی بر روابط چین و آمریکا خواهد گذاشت هیچ تغییر خاصی در سیاست‌های دولت چین نسبت به آمریکا صورت نگرفت و شرکت‌های هواپیمایی چینی همچنان به خریدهای بزرگ خود از بوئینگ ادامه دادند. البته این ۷۶۷ جنجالی هرگز مورد استفاده دولت چین قرار نگرفت و بعدها با تغییراتی در طراحی داخلی‌اش به ناوگان مسافربری شرکت ایر چاینا پیوست.

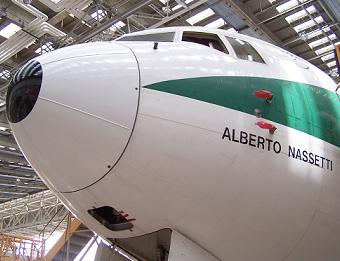
بوئینگ ۷۶۷ آلیتالیا

## کوتاه و خواندنی
- هوای خروجی از موتور یک ۷۶۷–۴۰۰ای آر در هنگام برخاستن از زمین می‌تواند یک بالن گودیر را ظرف ۷ ثانیه شعله‌ور کند.
- شرکت هواپیمایی دلتا بزرگ‌ترین بهره‌بردار بوئینگ ۷۶۷ در جهان است. این شرکت در مجموع ۱۰۲ فروند از انواع ۳۰۰، ۳۰۰ای آر و ۴۰۰ ای آر را داراست. (۷۶۷های ۲۰۰ دلتا در بهار سال ۲۰۰۶ بازنشسته شدند)
- فرودگاه بین‌المللی هارتسفیلد-جکسون آتلانتا بیشتر از هر فرودگاه دیگری در جهان پذیرای بوئینگ‌های ۷۶۷ است؛ زیرا فرودگاه مذکور پایگاه اصلی شرکت دلتاست.
- طراحی داخلی ۷۶۷های جدیدتر کاملاً مشابه هواپیمای بوئینگ ۷۷۷ است، با این تفاوت که پنجره‌های۷۶۷ قدری بزرگ ترند.
- لری پیج و سرگی برین دو بنیان‌گذار گوگل از یک هواپیمای ۷۶۷–۲۰۰ قدیمی برای پروازهای کاری خود استفاده می‌کنند. این ۷۶۷ ظرفیت تنها ۵۰ مسافر را دارد و «هواپیمای گوگل» نام دارد.